# معاهدة إسطنبول (1724)

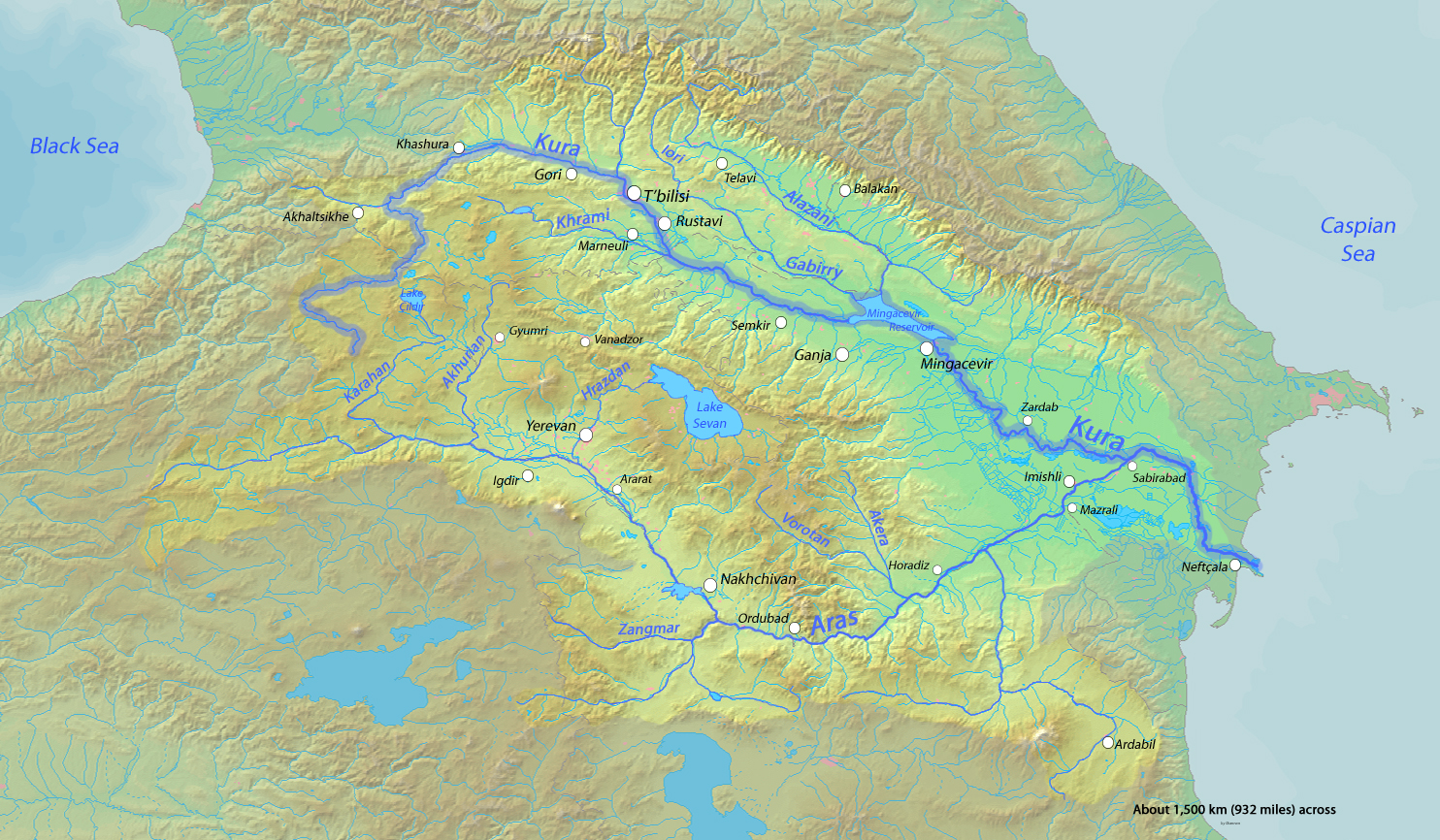
نهر كورا شمالا و اراس جنوبا في أذربيجان

معاهدة أسطنبول لعام 1724 أو المعاهدة العثمانية الروسية أو معاهدة تقسيم بلاد فارس (إيران Mukasemenamesi) وقعت المعاهدة في 1724 بين الدولة العثمانية والإمبراطورية الروسية، لتقسيم أجزاء كبيرة من أراضي بلاد فارس بينهما بعد سقوط الدولة الصفوية.
كان الروس والعثمانيون في سباق لاحتلال المزيد من الدولة الصفوية وكانوا على وشك الدخول في حرب بسبب احتلال غنجة في أذربيجان عندما تدخلت فرنسا. مع فرنسا كوسيط، وقعت الحكومتان معاهدة القسطنطينية في يونيو 12 1724 لتقسيم جزء كبير من بلاد فارس بينهما. وهكذا، أعطيت الأراضي الواقعة إلى الشرق من التقاء نهري كوروش (كورا) و اراس للروس وذهبت الأراضي في الغرب إلى العثمانيين.